# فوج الشرطة إس إس الأول
فوج الشرطة إس إس الأول (بالألمانية: SS-Polizei-Regiment 1)‏ في البداية تم تسميته فوج الشرطة الأول (Polizei-فوج 1) عندما تم تشكيله في عام 1942 من وحدات الشرطة النظامية (Ordnungspolizei) الحالية لاداء الواجبات الأمنية في أوروبا المحتلة. تم إعادة تكيله كوحدة شوتزشتافل في أوائل عام 1943. في وقت لاحق من ذلك العام تم حله وإعادة إالحاق كتائبه إلى وحدات شرطة إس إس الأخرى. تم إصلاح الكتيبة في أواخر عام 1944 في المجر، ولكن تم استيعابها من قبل قوات الأمن الخاصة وفرقة إس إس الشرطة الخامسة والثلاثون (35). SS und Polizei Grenadier Division) في أوائل عام 1945. 

## تشكيل وتنظيم
تم تشكيل مقر الفوج في يوليو 1942 في برلين  وكان تابعًا لبوليزي أبشنيت سبري التي كانت قيادة الشرطة لجميع وحدات شرطة الأمن الخاصة في منطقة العاصمة برلين وما حولها. يتألف الفوج من ثلاث كتائب شرطة بالإضافة إلى وحدة إشارات ومقر قيادة. تم التخطيط لسرية دبابات الشرطة، ولكن لم تتشكل قط. [بحاجة لرقم الصفحة]  [بحاجة لرقم الصفحة] تم تعيين كتيبة الشرطة 2 (Polizei-Batallion 2) كتيبة تابعة له، لكنها كانت في شمال روسيا في ذلك الوقت. تم سحبها إلى برلين حوالي أغسطس أو سبتمبر لإعادة تنظيمها. كانت الكتيبة الثانية من الفوج هي كتيبة الشرطة 3، لكن هذه المهمة كانت اسمية فقط حيث كانت الكتيبة منتشرة على طول الجبهة الشرقية وبقيت على هذا النحو حتى تم سحب الجزء الأكبر منها إلى ماهريش أوستراو، محمية بوهيميا ومورافيا، (الآن أوسترافا، الجمهورية التشيكية) في أواخر عام 1942  حيث كانت بمثابة كتيبة للكتيبة الأولى من فوج الشرطة المدفعية 36 (فوج بوليزي شوتزن 36) في منتصف عام 1943. كتيبة الشرطة 10 كانت في أعالي كارنيولا، سلوفينيا، عندما أعيد تشكيلها لتكون الكتيبة الثالثة في الفوج، وبقيت على ما يبدو هناك حتى أوائل عام 1943. تم إعادة تشكيل جميع أفواج الشرطة كوحدات شرطة تابة لقوات الأمن الخاصة في 24 فبراير 1943.

### أنشطة
في أواخر عام 1942، تم نشر المقر الرئيسي والكتيبة الأولى على الجبهة الشرقية وتم إرفاقها بمجموعة الجيش الشمالية بينما بقيت الكتيبة الثانية مرتبطة بمختلف وحدات الشرطة الأمنية على مستوى الشركة الفردية وبقيت الكتيبة الثالثة في سلوفينيا في مهمة معادية للثوار. في أوائل عام 1943، تم نقل الكتيبتين الأولى والثالثة إلى فرنسا حيث تم تكليفهما بـ Polizei-Regiment Griese في مرسيليا، وتم إعادة تشكيله ككتيبتين الأولى والثالثة من فوج شرطة الأمن الخاصة الرابع عشر في مارس، بينما تم حل فوج القيادة. 